# ドニ・パパン

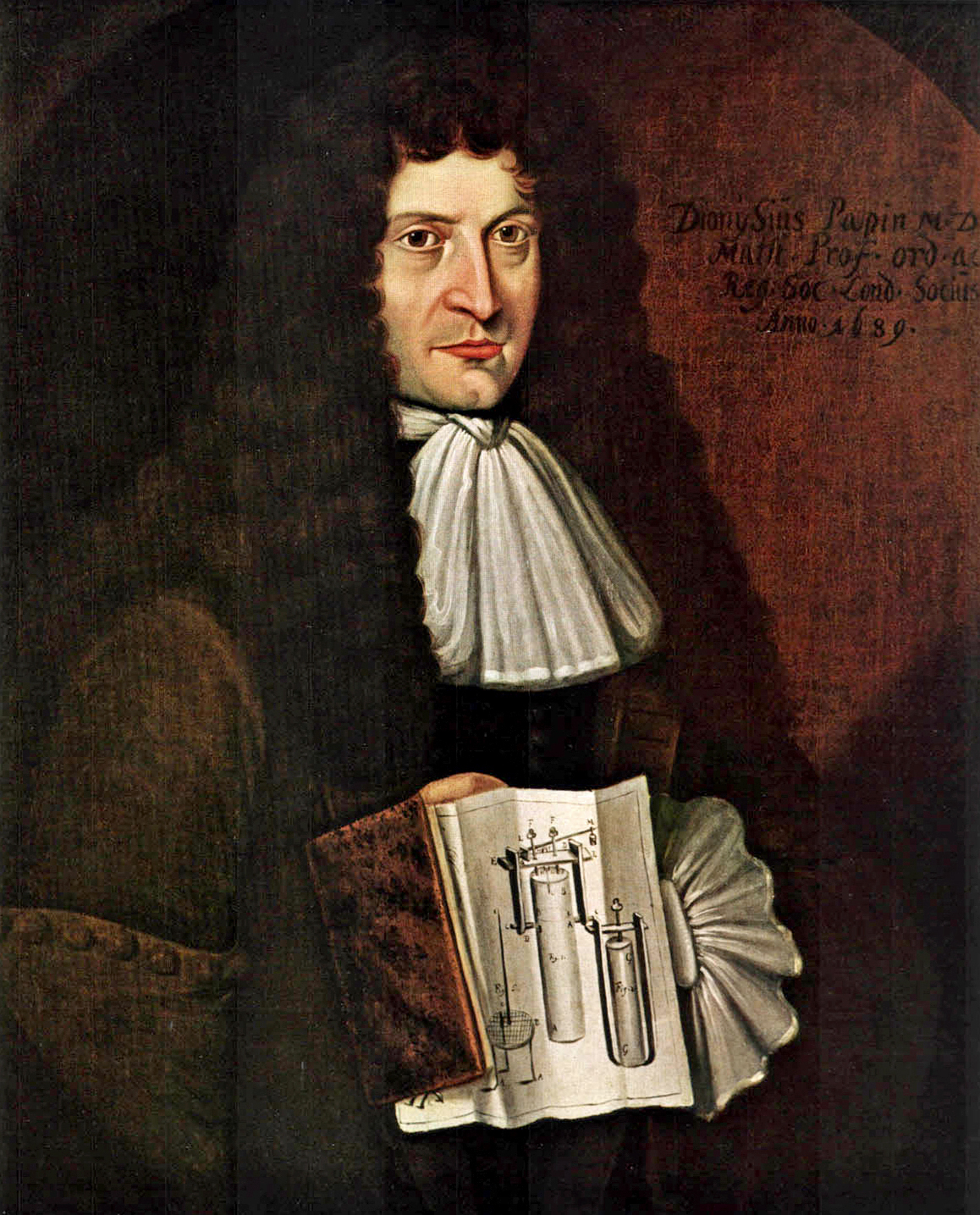
ドゥニ・パパン

ドゥニ・パパン（Denis Papin、1647年8月22日 - 1713年8月26日埋葬）はフランスの物理学者、発明家である。圧力調理器(「スティーム・ダイジェスタ」)の発明者、蒸気機関の原理の開発者として知られている。1680年にロンドン王立協会フェローに選出された。
晩年については不明な点が多く、下記の理由から従来は1712年頃に没したとされていた。

## 生涯

### フランスでの生い立ち
フランス中部 ロワール・エ・シェール県のブロワ近郊のシトネで、父 Denis Papin(同名)、母 Madeleine Pineau のもと、10人兄弟の4番目で長男として生まれた。一家および親族は、ユグノー教徒（フランスのプロテスタント）であった。6歳から伯父の保護のもとでソーミュール(Saumur)のユグノー・アカデミーに通い、1661年からアンジェの大学で医学を学び、1669年に医学の学位を授かった。1670年に医者としてパリへ移ったが、数学や力学への興味が捨てきれず、翌1671年から、当時パリにいたクリスティアーン・ホイヘンスの助手となった。空気ポンプ(真空ポンプ)などの器具や測定器を製作して、空気、気圧、真空や生物への影響などについて種々の実験を行い、結果を書籍"Nouvelles Expériences du Vuide (Paris, 1674)" として出版した。ゴットフリート・ライプニッツとの交流もこの時期に始まっている。

### 最初のロンドン訪問
パパンは、1675年にホイヘンスの紹介でロンドンへ渡り、1676年からロンドン王立協会でロバート・ボイルの助手を務め、空気ポンプを用いた種々の実験でボイルを補助した。この結果は、ボイルの著書 "Continuation of Experiments Physico-Mechanical, 1682"に記されている。ボイルが病気になってから、ボイルのほとんどの実験と執筆をパパンがおこなった。
1679年からは王立協会でロバート・フックの助手を務めた。この間、水の沸騰温度が圧力に依存することを発見し、圧力調理器 "ダイジェスター" を発明して、1679年に王立協会へ提出した。この調理器には安全弁がついており、パパンは安全弁の発明者としても知られている。1680年には、ボイルおよびフックとの優れた研究でロンドン王立協会フェローとなった。
1681年に彼は、イタリアへ渡った。イタリアでは、1684年までベニスの公立科学アカデミーの実験主任を務めた。アカデミーの Giovanni Ambrosio Sarotti と共に、王立協会のベニス版を創設しようと努めたが、これは実現しなかった。
彼は1684年に再びロンドンへ戻り、1687年まで王立協会実験担当として留まった。母国フランスでは1685年に、ルイ14世によりナントの勅令が廃止され、パパンは亡命者の身分となった。

### ドイツ滞在
1687年にはドイツのヘッセン＝カッセル方伯に招かれ、マールブルク大学の数学教授となった。その間、パパンはフランスを逃れたユグノーたちと交流を持っていた。その中には、未亡人となった従妹の Marie Papin も含まれ、後の1691年に彼女と結婚し、義娘 Jacques Maliverne の父となった。
彼は1689年に、加圧ポンプとベローズを用いて、潜水鐘(diving bell)内に圧力と空気を保持できることを示した(後の1789年にジョン・スミートンがこのアイデア構想を実現した)。また、シリンダの中に真空を作り出して大気の力を利用しようとしていた彼は、ダイジェスターでの経験をもとに蒸気を利用する方法に行き着き、1690年に、シリンダとピストンを用いた蒸気機関の模型を製作した。これはその後の蒸気機関の原理となった。彼は1696年にマールブルク大学を去り、それ以降、ヘッセン＝カッセル方伯領で働いた。
ドイツ滞在中の彼のその他の発明には、空気銃、手りゅう弾発射装置等があり、また、ヘッセン＝カッセルにガラス工業を起こそうと試みたり、薬品と真空を用いた食品保存の実験も行っている。ロンドンへ戻る直前の1707年には、初の外輪船を建造した。

### 再度のロンドン滞在と最期

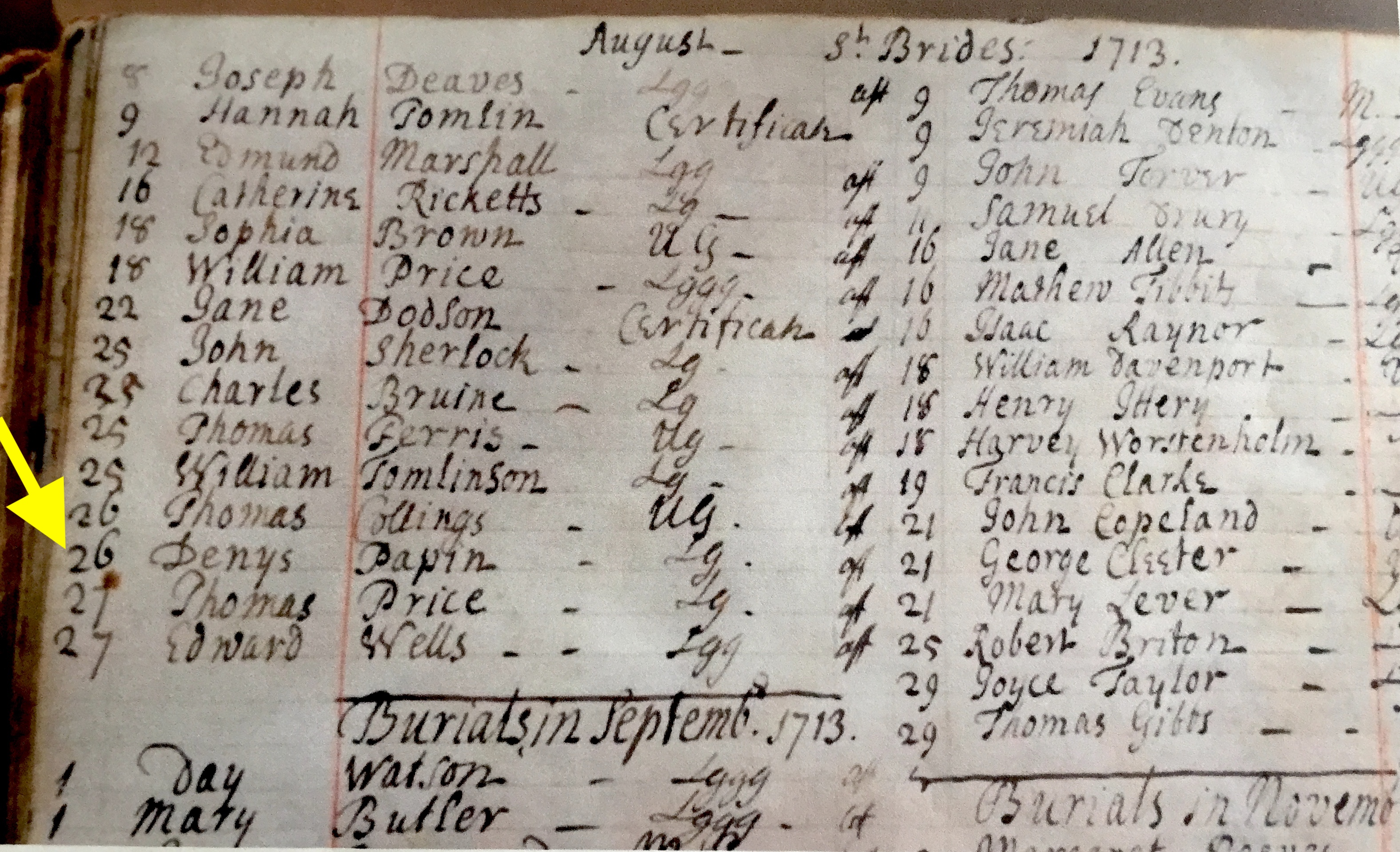
2016年に発見された「Denys Papin」の埋葬記録

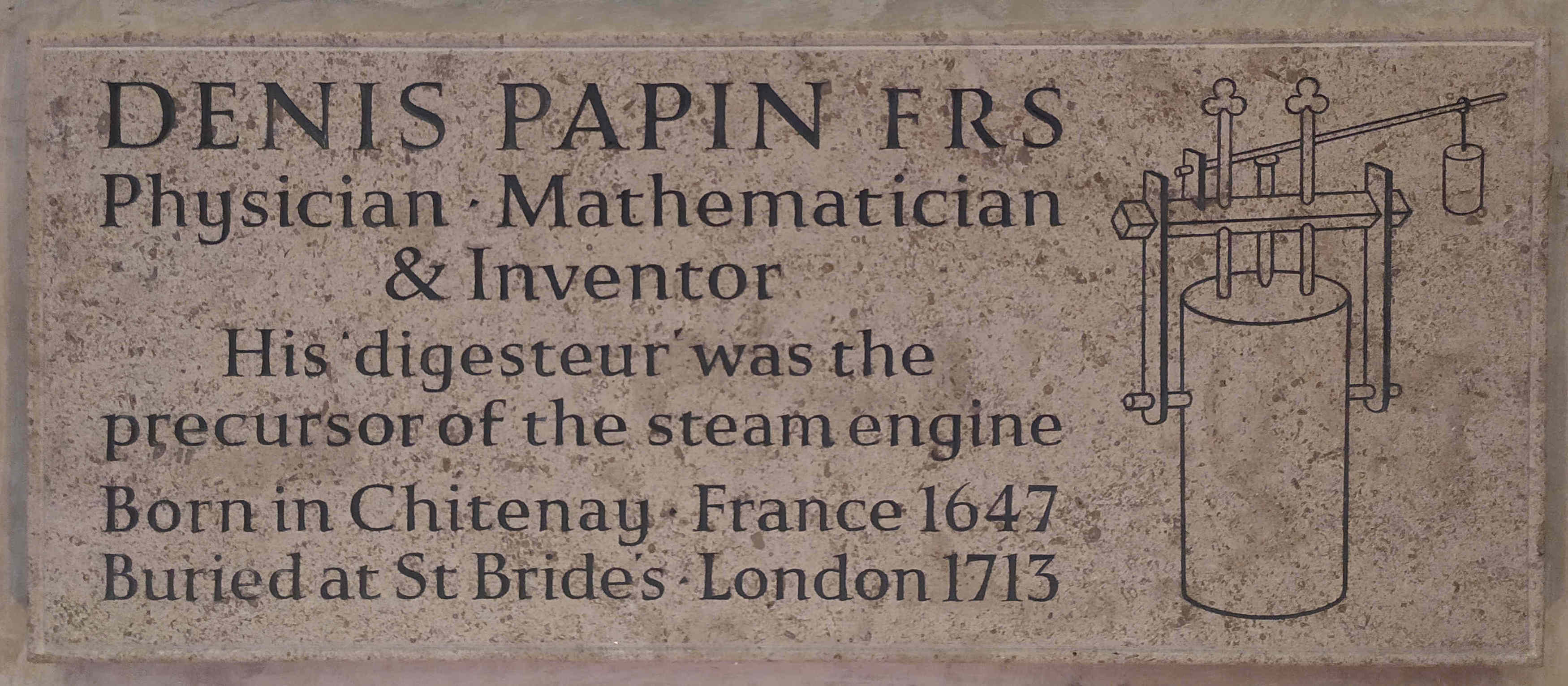
セント・ブライズ教会に設置された銘板

1707年に、パパンは妻子をドイツに残してロンドンへ戻った。1712年までの間、彼は王立協会へ何件か論文を提出したが、紹介はされたものの出版されなかった。その中には、鉱石を溶融するための送風装置もあり、このアイデアは後世の送風炉の基礎となるものであった。
彼は、王立協会で再度職を得るよう望んだが、協会の財政的な苦しさから実現はしなかった。当時会長であったアイザック・ニュートンが賛成しなかったとされる。パパンは、王立協会は彼を正当に評価しなかったと強い不満を持っていた。
1712年1月23日付の手紙を最後にパパンに関する記録は途絶えており、1712年のうちにパパンは貧窮のなかでロンドンで死去したとされていた。
2016年になって、ロンドン・フリート・ストリートのセント・ブライズ教会での埋葬記録がロンドン・メトロポリタンアーカイブで見つかり、1713年8月26日にセント・ブライズ教会の2つある埋葬地の一つ"the Lower Ground"に「Denys Papin」として埋葬されたらしいことが判明した。これをもとに、セント・ブライズ教会の西側入り口に記念銘板が設置された。

## 研究と発明

### 圧力調理器

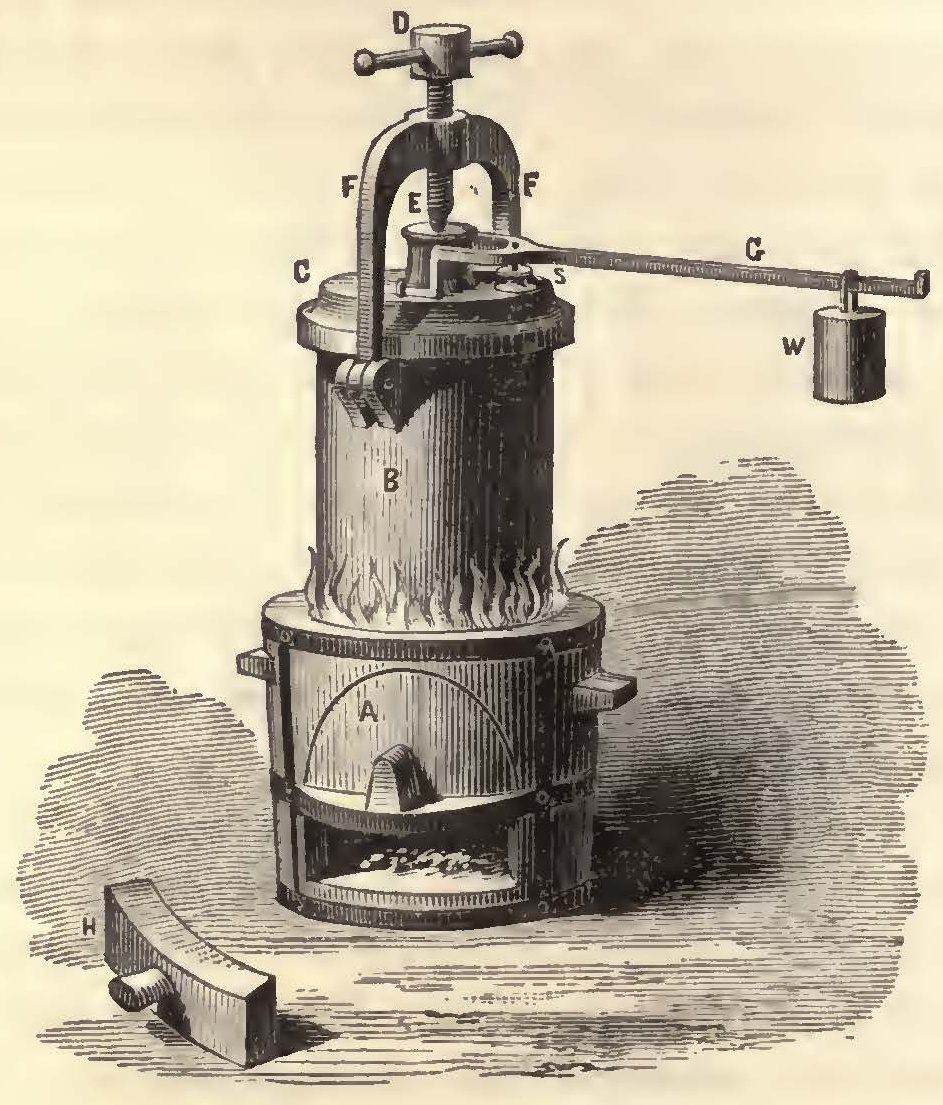
パパンのダイジェスター

ロンドンに滞在した間、パパンは "ダイジェスター" と称した圧力調理器を発明して、1679年に王立協会へ提出した。さらに、1681年にはロンドンで、1682年にはパリで、その説明書を出版した。その中で彼は、密閉容器内に蒸気を閉じ込めて、高温（高圧）で調理することにより、動物の骨やその他の固形物を溶かすことができると説明した。
右図のように、調理容器 B に蓋 C をネジ D で固く締め付け、中の食物を高温で調理する。安全弁を押さえるレバー G に重り W を取りつけ、重りの重さと位置を変えて圧力(および温度)を調整する。この安全弁もパパンの発明とされている。

### 空気圧により動力を伝送する装置
1685年頃からパパンは、空気(真空)の力を利用して水車の動力を遠隔地へ伝える装置を考案した。鉱山の排水や、高い塔への揚水に応用することを意図しており、セーヌ川の水をヴェルサイユ宮殿へ給水するマルリーの機械に代わる装置としても提案した。

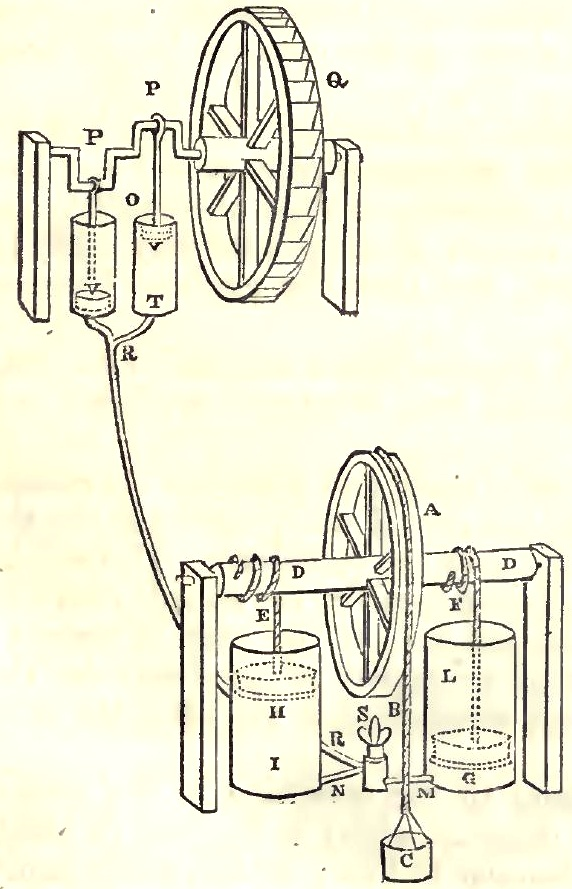
水車の動力を空気により伝送する方法

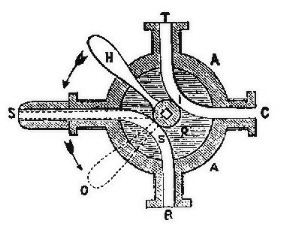
４方切替弁

パパンは、当初は空気ポンプのピストンの動きを空気配管を用いて遠方の作業用ピストン・シリンダに伝える方式を提案したが、その後、何度も繰り返し改良を重ねた。左図には、1686年にロンドン王立協会へ提案したものを示す。水車 Q のクランク P で空気(排気)ポンプ O を駆動し、伝送配管 R から排気する。伝送配管の他端は鉱山まで達し、４方切替弁 S を介して、大きなシリンダ I または L に繋がり、ピストン H または L のどちらかの下の空気を排出する。４方切替弁 S はピストンの動きに合わせて切り替え、右図のように、シリンダ I と G とを、伝送配管 R または大気に交互に切り替えて接続する。
これにより、軸 D と車輪 A は交互に左回り／右回りに回転し、坑道の中へ降ろしたバケツ C を上げ下げして、水や鉱石を運ぶことができる。軸 D 、車輪 A の直径やシリンダの大きさを変えることにより、必要な力と速度で動作させることができ、自動運転もできる。このようにして、水車の動力を空気圧の伝送配管で遠方に伝えて、有用な目的に使うことができると、彼は述べている。

### 蒸気機関の原型
1688年に、パパンは火薬を用いてシリンダから空気を排気し、ピストンの下方に真空を作り出す方法について、王立協会で発表している。パパンは二種類の模型で実験したが、シリンダ内には約 1/5 の空気が残り、得られる力は 1/2 に留まったとしている。火薬により目的を果たせないことが分かり、それ以降、代わりに蒸気を用いるようになった。

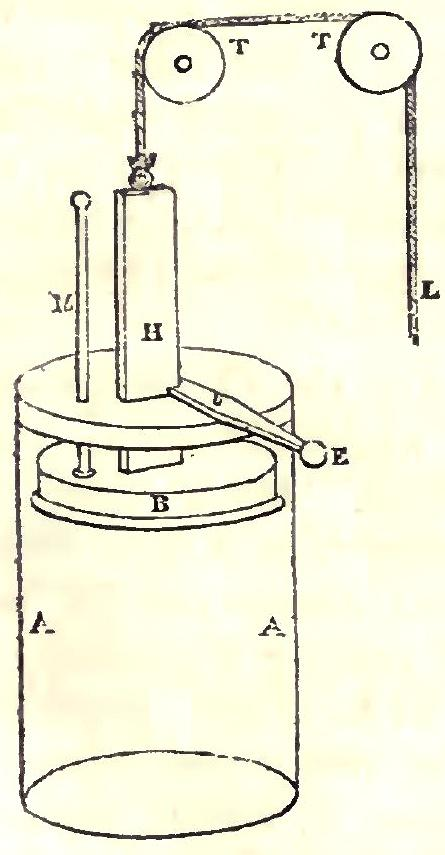
パパンの蒸気機関

1690年に彼が提案した蒸気機関を右図に示す。金属のシリンダ A の底に少量の水を入れ、ピストン B を水に接するように乗せる。ピストンの下の空気はピストンの小孔を通じて排出した後、小孔を栓 M で塞ぐ。シリンダの下に火を当てて中の水を加熱して蒸発させると、蒸気がピストンをシリンダの頂上まで押し上げる。そこで、ラッチ E がピストンの柄 H のノッチに入って、ピストンを固定する。シリンダの下から火を取り除いて、シリンダを冷却すると中の蒸気は凝縮し、シリンダー内は空気のない状態となる。この状態で、ラッチ E をはずせば、ピストンは上に作用する空気の重さにより、シリンダの中を下方へ押される。ピストンの柄 H に結んだロープ L で、プーリ T を介して重りを持ち上げることができる。
彼は、直径 2 1/2 インチのシリンダで、60 ポンドの重りを持ち上げることができ、これを1分間に 1 動作反復することができたと述べた。このデータから彼は、2 フィート少々の直径で 4 フィート長のシリンダを用いると、8000 ポンドの重りを毎分 4 フィートの高さに持ち上げることができ、これは 32000 ポンドを毎分１フィート持ち上げること(約1馬力相当)になると計算した。
マグデブルクの半球実験で示された大気の力から動力を取り出す蒸気機関の原理は、この単純な機械で簡潔に示されている。その最大の特徴は、ピストンとシリンダを用いることと、真空を作り出すために蒸気の凝縮を利用することであった。ただし、シリンダが本来の役割のほかに、ボイラと凝縮器を兼ねている点に難点がある。

### 二度目の蒸気機関
パパンの蒸気機関から 8年後の1698年に、イングランドのトマス・セイヴァリが最初の実働の蒸気機関を製作し、特許を取得した。1705年にライプニッツがイングランドを訪れて、セイヴァリ機関をスケッチし、それをパパンに送った。パパンはそれを見て、再度蒸気機関の開発に取り組み、1707年に新たな蒸気機関を提案した。

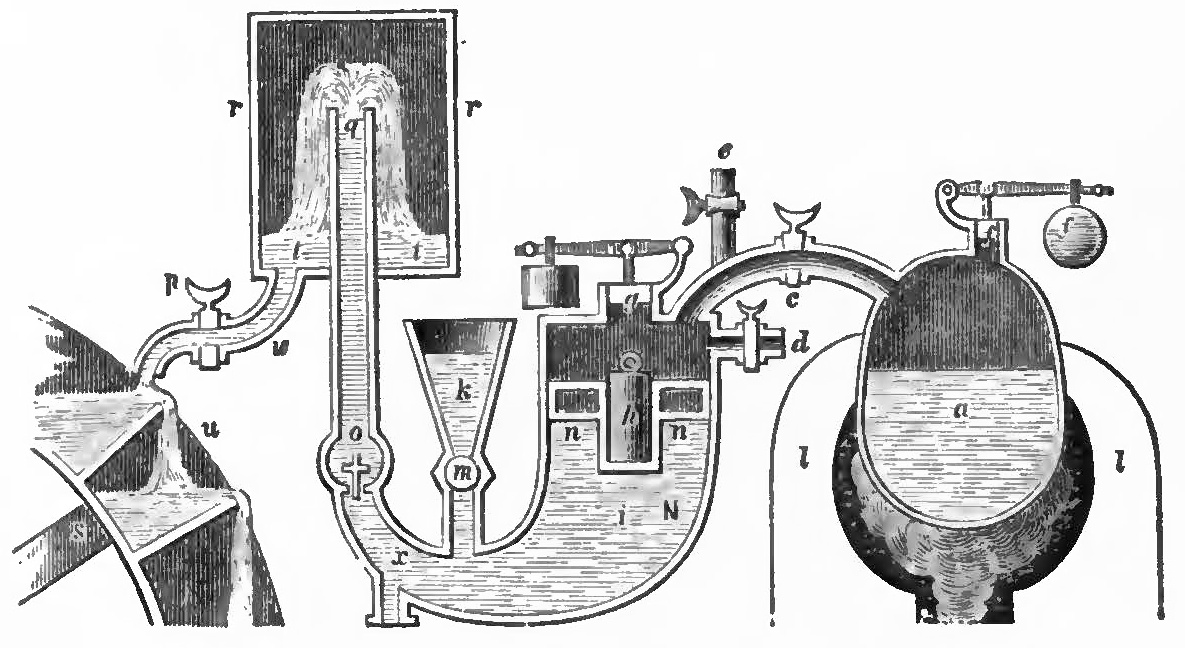
パパンの二度目の蒸気機関

左図はその構造を示すもので、パパンによると次のように動作する。
ボイラー a の蒸気を、コック c を介してシリンダ n へ導き、蒸気の圧力で遊動ピストン h を下方へ押し、その下の水を弁 o を介して送水管 g へ送り出す。遊動ピストンは蒸気が水と接触して急速に凝縮するのを防ぐ。水は送水管 g で必要な高さまで揚水し、空気室 r へ溜める。空気室内の空気が蓄圧器の役目を果たし、水は均一な流れとなって水車に注がれ、水車を駆動する。シリンダで遊動ピストンを押し終わった蒸気を大気に放出すると新しい水がロート k から供給されて、ピストンを押し上げて元に戻り、この動作を繰り返す。
パパンのこの機関は、セイヴァリの機関に遊動ピストンを加えただけの改良であり、蒸気の凝縮により真空を作り出すという利点も、ピストンから動力を取り出すという利点も共に失っている。明らかに、セイヴァリの機関よりも劣っていた。

### ライプニッツとの交流と論争
パパンがパリでホイヘンスの助手をしていた1670年頃、ゴットフリート・ライプニッツはしばしばホイヘンスの実験室を訪れており、この頃から両者の交流が始まっている。
彼らは、落下物体の運動を論じたパパンの論文を契機に1689-1692年の間、多くの話題について往復書簡を交わしており、その中には、ライプニッツとルネ・デカルトのいわゆる活力論争に関するものも含まれていた。ライプニッツは、最初の手紙を以下のように結んでいる。
"われわれはデカルト主義者とは異なって、運動の量は常に保存されるのではないと結論する。"
両者は、学術雑誌上でも同じ問題で論争している。往復書簡は、パパンがヘッセン=カッセル方伯のもとへ移った1693年頃に途切れているが、再度1695年から1700年にかけて、同じ問題で議論を交わしている。パパンはライプニッツに必ずしも同意していなかったが、力学の理論にも強い関心を持っていたことが窺える。